# Ursula Knab
Ursula Knab (Heidelberg, 22 november 1929 - Karlsruhe, 23 mei 1989) is een atleet uit Duitsland.
Op de Olympische Zomerspelen van Helsinki in 1952 liep Knab voor West-Duitsland op de 200 meter en op de 4 × 100 meter estafette. Het Duitse estafette-team haalde de zilveren medaille, in dezelfde wereldrecord-tijd die de Verenigde Staten liepen voor de gouden medaille.
Knab trouwde met sprinter Heinrich Schlicksupp, en hun beide zoons waren actief in de atletiek.

## Persoonlijk record
| Onderdeel | Resultaat | Jaar |
| --------- | --------- | ---- |
| 100 meter | 12,0      | 1952 |
| 200 meter | 25,0      | 1952 |